# Strikeforce: Shamrock vs. Le
Strikeforce: Shamrock vs. Le foi um evento de artes marciais mistas co-promovido pelo Strikeforce e EliteXC. Aconteceu em 29 de março de 2008 no HP Pavilion em San Jose, California. O card principal foi transmitido no canal à cabo Showtime.

## Background
O evento era esperado para contar com a luta entre Gilbert Melendez e Josh Thomson, mas Thomson teve que se retirar da luta devido à uma lesão.
Nick Diaz também lutaria no evento, mas foi retirado do card por motivos desconhecidos.

## Salário dos Lutadores
Essas são as bolsas reveladas para cada lutador:
EVENTO PRINCIPAL
- Frank Shamrock: $300,000 (sem bônus de vitória)
- Cung Le: $200,000 (sem bônus de vitória)

LUTADORES DO RESTO DO CARD
- Gilbert Melendez: $50,000 (derrotou Gabe Lemley; sem bônus de vitória)
- Joey Villasenor: $36,000 (derrotou Ryan Jensen; $18,000 pela vitória)
- Wayne Cole: $10,000 (derrotou Mike Kyle; $5,000 pela vitória)
- Drew Fickett: $10,000 (derrotou Jae Suk Lim; $5,000 pela vitória)
- Mike Kyle: $10,000 (perdeu para Wayne Cole)
- Gabe Lemley: $7,000 (perdeu para Gilbert Melendez)
- Billy Evangelista: $10,000 (derrotou Marlon Sims; $5,000 pela vitória)
- Jae Suk Lim: $3,000 (perdeu para Drew Fickett)
- Ryan Jensen: $6,000 (perdeu para Joey Villasenor)
- Marlon Sims: $2,500 (perdeu para Billy Evangelista)
- Tiki Ghosn: $8,000 (derrotou Luke Stewart; $2,000 pela vitória)
- Luke Stewart: $6,000 (perdeu para Tiki Ghosn)
- Darren Uyenoyama: $4,000 (derrotou Anthony Figueroa; $2,000 pela vitória)
- Jesse Jones: $2,150 (derrotou Jesse Gillespie; $500 pela vitória)
- Anthony Figueroa: $2,000 (perdeu para Darren Uyenoyama)
- Jesse Gillespie: $1,200 (perdeu para Jesse Jones)

TOTAL PAGO AOS LUTADORES: $667,850

## Ligações Externas
- Site Oficial do Strikeforce
- Site Oficial do EliteXC

1. ↑  Pelo Cinturão Peso Médio do Strikeforce.
2. ↑  Pelo Cinturão Peso Leve do Strikeforce.